# Премія L'Oréal — ЮНЕСКО «Для жінок у науці»

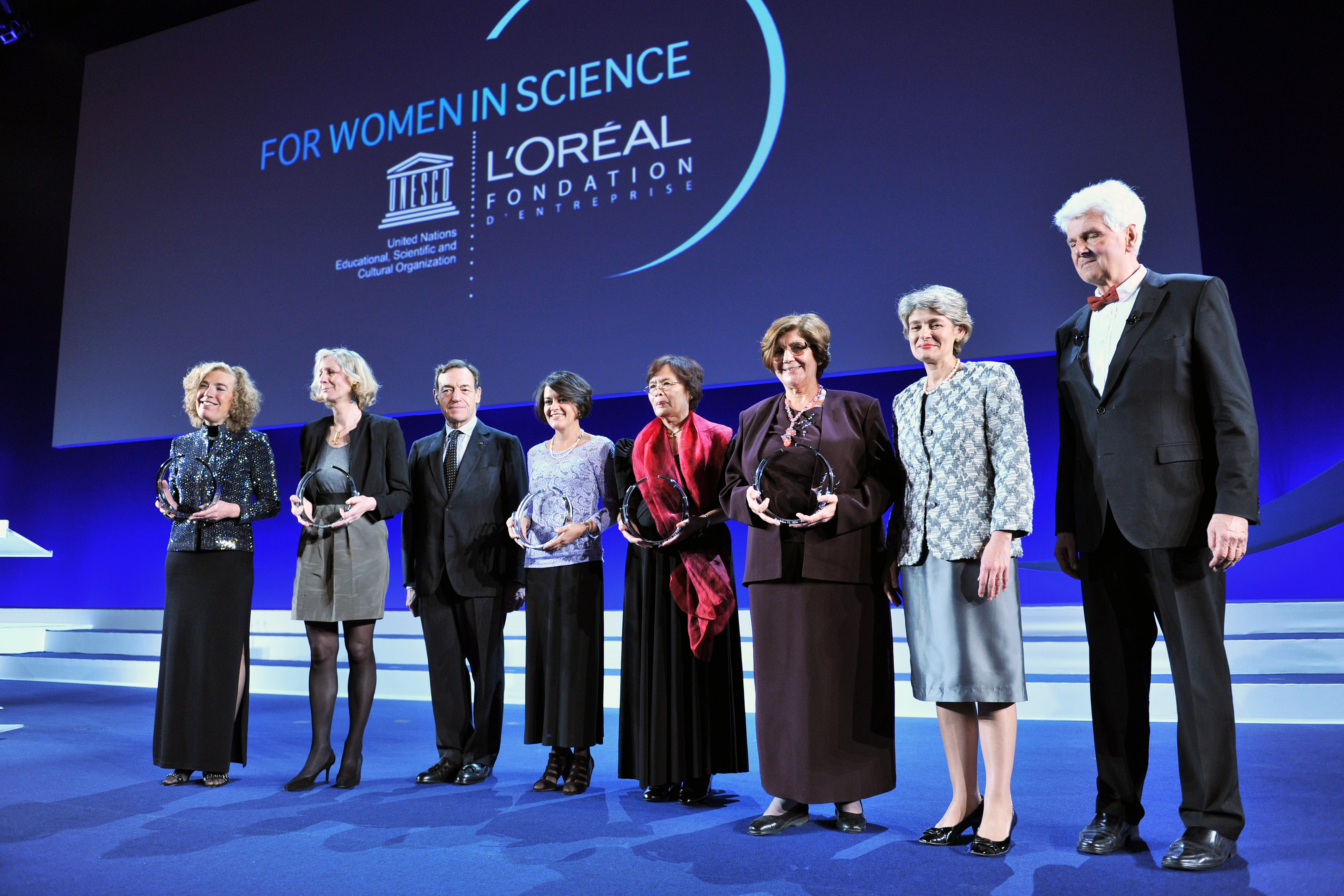
Переможці премії ЮНЕСКО-L'Oréal 2010 для жінок у науці у штаб-квартирі ЮНЕСКО

Премія L'Oréal — ЮНЕСКО «Для жінок у науці» — (англ. L’Oréal-UNESCO Awards for Women in Science) — премія, метою якої є покращення позицій жінок у науці шляхом визнання досягнень видатних дослідників, що вносять вклад у науку. 
Премія є результатом партнерства між французькою косметичною компанією L'Oréal та Організацією Об'єднаних Націй з питань освіти, науки і культури (ЮНЕСКО), і складає грошову винагороду у розмірі 100 000 доларів США на кожного лауреата.
Щорічно міжнародне журі змінюється між біологічними і матеріалознавчими науками і обирає переможця з кожного з наступних регіонів:
- Африка і Близький Схід .
- Азіатсько-Тихоокеанський регіон
- Європа
- Латинська Америка і Карибський басейн
- Північна Америка (з 2000 р.)

У рамках цього ж партнерства надаються дворічні стипендії — Міжнародні стипендії ЮНЕСКО-L’Oréal 15 молодим дослідникам, що займаються перспективними дослідницькими проектами, сума яких складає 15 000 євро.

## Історія конкурсу
Ініціатива L'Oréal-UNESCO для жінок в науці розпочалася 1998 року. З цього року Фонд L'Oréal та ЮНЕСКО (Організація Об'єднаних Націй з питань освіти, науки і культури) прагнули підтримати та визнати успішних дослідниць, заохочувати більш молодих жінок до наукової діяльності та допомагати їм після того, як їхня кар'єра отримала початковий розвиток.

## Володарки премії
Лауреати-1998 року:
- Грейс Оладунні Тейлор Нігерія: за внесок в епідеміологію серцево-судинних захворювань в Африці
- Мьон Хі-Ю (Південна Корея): за дослідження фолдинга білків і його зв'язку з захворюваннями людини
- Паскаль Коссар (Франція): за прояснення механізмів, завдяки яким патогенні бактерії руйнують імунний захист.
- Глорія Монтенегро (Чилі): за використання сучасної науки для захисту рослинних екосистем.

Лауреати-2000:
- Валері Мізрахі (Південна Африка): за внесок у боротьбу з туберкульозом та іншими інфекційними захворюваннями
- Цунеко Окадзакі (Японія): за відкриття молекулярного механізму напівбезперервної реплікації ДНК
- Маргарита Салас (Іспанія): за фундаментальний внесок у розуміння механізму реплікації ДНК
- Євгенія Марія дель Піно Вейнтімілла (Еквадор): за оригінальні дослідження деревних сумчастих жаб (англ. Amphignathodontidae) і зусилля по охороні природи Галапагоських островів
- Джоан Хорі (США): за прояснення механізмів реакції рослин на світло

Лауреати-2001:
- Адейніка Гледіс Фалузі (Нігерія): за молекулярно-генетичну ідентифікацію та класифікацію спадкових захворювань крові в Африці
- С'юзен Корі (Австралія): за внесок у розуміння генетичних основ лімфоми та інших онкологічних захворювань людини
- Енн Макларен (Велика Британія): за відкриття у галузі репродуктивної біології
- Майя Затц (Бразилія): за внесок у патологію, діагностику і лікування спадкових нервово-м'язових захворювань
- Джоан Штейтц (США): за відкриття структури малих РНК, їх біологічних функцій і ролі в розвитку захворювань

Лауреати-2002:
- Нагва Мегуід (Єгипет): за планомірні генетичні дослідження синдрому Дауна та інших неврологічних захворювань в середземноморському регіоні
- Індіра Нат (Індія): за фундаментальний внесок у патогенез, профілактику і лікування лепри
- Мері Озборн (Німеччина): за розвиток імунофлуоресцентної мікроскопії як методу дослідження структури цитоскелета
- Ана Марія Лопез-Коломе (Мексика): за відкриття молекулярних механізмів зору і можливих патологічних порушень в них
- Ширлі Тільгмен (Канада, США): за відкриття геномного імпринтингу і його ролі в ембріональному розвитку

Лауреати-2003:
- Карімат Аль-Сайед (Єгипет): за роботу в галузі дослідження росту кристалів, в тому числі ниркових каменів
- Фанхуа Лі (Китай): за відкриття нової техніки електронної мікроскопії
- Айш Ерзан (Туреччина): за теоретичну роботу в галузі побудови деревоподібних структур
- Маріана Вайсман (Аргентина): за теоретичні дослідження нових форм вуглецю
- Джоанна Левель Сенгерс (США): за експерименти з критичної опалесценції в рідинах

Лауреати-2004:
- Дженніфер Томсон (Південна Африка): за створення трансгенних рослин, стійких до вірусних інфекцій, посухи та інших факторів ризику
- Люсія Мендоза Превіато (Бразилія): за досягнення в розумінні, лікуванні та профілактиці хвороби Шагаса
- Филиппа Маррак (США): за опис ролі Т-лімфоцитів в імунній системі і відкриття суперантигенів
- Ненсі Іп (Китай): за відкриття у галузі молекулярного контролю росту, диференціювання і формування синапсів у нервовій системі
- Христина Петі (Франція): за дослідження генетичних дефектів, які ведуть до спадкової глухоти та інших порушень у функціонуванні сенсорних систем

Лауреати-2005:
- Зохра Бен Лахдар (Туніс): за експерименти і моделювання в галузі інфрачервоної спектроскопії та її застосування в медицині і дослідженні забруднення навколишнього середовища
- Фумико Йонезава (Японія): за піонерську теорію і комп'ютерне моделювання в області дослідження аморфних напівпровідників і рідких металів
- Домініка Ланжевін (Франція): за фундаментальні дослідження детергентів, емульсій і пін
- Беліта Койл (Бразилія): за інноваційні дослідження електронів в речовинах з неврегульованою структурою, таких як скло
- Міріам П. Шарачік (США): за важливі експерименти з електропровідності і переходів між металами та діелектриками

Лауреати-2006:
- Хабіба Бухамед Шаабуні (Туніс): за внесок у аналіз і профілактику спадкових захворювань
- Дженніфер Грейвс (Австралія): за вивчення еволюції геномів ссавців
- Христина ван Брукховен (Бельгія): за генетичні дослідження хвороби Альцгеймера та інших нейродегенеративних захворювань
- Естер Озорко (Мексика): за відкриття механізму інфікування амебами і способів контролю його в тропічних областях
- Памела Бйоркман (США): за відкриття того, як імунна система розпізнає мішені

Лауреати-2007:
- Аміна Гуріб-Факім (Маврикій): за дослідження і аналіз рослин Маврикія і їх біомедичне застосування
- Лігія Гаргалло (Чилі): за внесок в розуміння властивостей полімерів в розчинах
- Мілдред Дресселгауз (США): «За її дослідження матеріалів у твердому агрегатному стані, включаючи концептуалізацію створення вуглецевих нанотрубок.»
- Маргарет Брімбл (Нова Зеландія): за внесок у штучний синтез складних природних сполук, зокрема токсину молюсків
- Бірштейн Тетяна Максимівна (Росія): за внесок у розуміння форм, розмірів і руху великих молекул

Лауреати-2008:
- Ліхад Аль-Газалі (ОАЕ): за внесок в характеристику спадкових захворювань
- В. Наррі Кім (Південна Корея): за прояснення механізмів утворення молекул РНК нового класу, залучених в регуляцію експресії генів
- Ада Йонат (Ізраїль): за дослідження структури апарату біосинтезу білка і придушення його роботи під дією антибіотиків
- Ана Белен Ельгойен (Аргентина): за внесок у розуміння молекулярних основ слуху
- Елізабет Блекберн (США): за відкриття природи і способів підтримки структур на кінцях хромосом і їх ролі в розвитку раку і старінні

Лауреати-2009:
- Тебелло Нёконг (Африка та арабські держави): за роботу з використання світла для лікування раку та очищення навколишнього середовища
- Акіко Кобаясі (Азіатсько-Тихоокеанський регіон): за внесок у розвиток молекулярних провідників, розробку та синтез однокомпонентного молекулярного металу.
- Афіна М. Дональд (Європа): за роботу у галузі фізики сипучих матеріалів, від цементу до крохмалю.
- Беатріс Барбуа (Латинська Америка): за вивчення хімічного складу старих зірок і його значення для формування і еволюції галактик.
- Євгенія Кумачова (Канада): за дослідження фундаментальних і прикладних властивостей полімерів, включаючи створення концепції і розробку нових матеріалів.

Лауреати-2010:
- Рашіка Ель Ріді (Африка та арабські держави): за дослідження в напрямку створення вакцини проти шистосомозів
- Лурдес Д. Круз (Азіатсько-Тихоокеанський регіон): за відкриття токсинів морських равликів, які можуть використовуватися як знеболюючі засоби і як фармакологічні проби для дослідження функціонування мозку
- Анн Дежан-Ассема (Європа): за прояснення молекулярних і клітинних механізмів, що лежать в основі розвитку певних типів злоякісних новоутворень людини
- Алехандра Браво (Латинська Америка): за дослідження механізму дії бактеріального токсину, який може використовуватися як відносно безпечний для навколишнього середовища інсектицид.
- Елейн Фукс (Північна Америка): за відкриття стовбурових клітин шкіри і ключових процесів розвитку, підтримки і відновлення шкіри

Лауреати-2011:
- Файза Мохаммед Аль-Харафі (Африка та арабські держави): за значний внесок в електрохімію і особливо в дослідження корозії і каталізу
- Вівіан Вінг-Вах Ям (Азіатсько-Тихоокеанський регіон): за дослідження в області фотоелектронних матеріалів і розробку інноваційних методів у використанні сонячної енергії.
- Анн Л'Юїльє (Європа): за роботи зі створення надшвидкої камери для реєстрації подій тривалістю в аттосекунди (витримка в одну мільярдну частку секунди).
- Сільвія Торрес-Пеімберт, (Латинська Америка): за фундаментальний внесок у дослідження туманностей, які привели до кращого розуміння хімічної еволюції галактик і Всесвіту
- Джилліан Бенфілд (Північна Америка): за дослідження у галузі поведінки бактерій і матеріалів в екстремальних умовах, що можуть існувати на Землі і в навколишньому середовищі.

Лауреати-2012:
- Джілл Феррант (Африка та арабські держави): за прояснення механізмів, завдяки яким рослини долають умови посухи
- Інгрід Шеффер (Азіатсько-Тихоокеанський регіон): за ідентифікацію генів, залучених до деяких форм епілепсії
- Френсіс Ешкрофт (Європа): за відкриття АТФ-чутливого калієвого каналу, який зв'язує метаболізм глюкози і секрецію інсуліну, і його ролі в неонатальному цукровому діабеті
- Сусана Лопес (Латинська Америка): за прояснення механізму ротавірусної інфекції
- Бонні Басслер (Північна Америка): за відкриття хімічних сигналів і механізмів, які бактерії використовують для комунікації і координації групової поведінки

Лауреати-2013
- Франциска Ннека Океке (Африка та арабські держави): «за значний внесок у розуміння щоденних коливань іонних струмів у верхніх шарах атмосфери, які можуть сприяти нашому розумінню зміни клімату».[4]
- Рейко Курода («Азіатсько-Тихоокеанський регіон»): «за відкриття функціонально важливої різниці між енантіомерами, що знайшла широке застосування, включаючи дослідження нейродегенеративних захворювань, таких як хвороба Альцгеймера».[5]
- Пратібха Гай (Європа): «за модифікацію електронного мікроскопа, що дозволяє спостерігати хімічні реакції, які відбуваються на поверхневих атомах каталізаторів, і допоможуть вченим у розробці нових лікарських засобів або нових джерел енергії».[6]
- Марсія Барбоза (Латинська Америка): «за відкриття властивостей води, які можуть призвести до кращого розуміння природи землетрусів та згортання білків, що важливо для лікування захворювань».[7]
- Дебора С. Джин (Північна Америка): «за відкриття охолоджених молекул, які дали можливість спостерігати хімічні реакції у повільному темпі, що може сприяти подальшому розумінню молекулярних процесів, які важливі для медицини або нових джерел енергії».[8][9]

Лауреати-2014
- Сегенет Келему (Африка і арабські держави)
- Кайо-Інаба (Азіатсько-Тихоокеанський регіон)
- Бріджит Кіффер (Європа) «за дослідження механізмів мозку, що беруть участь у больових процесах, психічних захворюваннях та наркозалежності»[10]
- Сесілія Бузат (Аргентина) «за внесок у наше розуміння того, як клітини мозку спілкуються між собою і з м'язами»[10]
- Лорі Глімчер (Північна Америка)[10]

Лауреати-2015
- Раджа Черкауі Ель Мурлі (Африка та арабські держави): «За ключовий внесок у одне з найбільших відкриттів у фізиці: доказ існування бозона Хіггса, частинки, відповідальної за створення маси у Всесвіті».
- Се Ї (Азіатсько-Тихоокеанський регіон): «За значний внесок у неорганічну сольвотермічну нанохімію твердого тіла, особливо нетрадиційні напівпровідникові матеріали і графеноподібні структури».
- Керол Робінсон (Європа): «За новаторські роботи у макромолекулярній мас-спектрометрії та структурній біології шляхом дослідження структури і реакційної здатності окремих білків і білкових комплексів, включаючи мембранні білки».
- Тайза Сторчі Бергманн (Латинська Америка): "За видатні дослідження надмасивних чорних дір в центрах галактик та їх асоційованих областях щільного газу, пилу та молодих зірок, що оточують їх, а також їх ролі в еволюції галактик .
- Моллі Шойхет (Північна Америка): «За новаторські роботи з лазерної фотохімії для створення 3D моделей у гідрогелях, що дозволяють регенерацію нервової тканини».[11]

Лауреати-2016

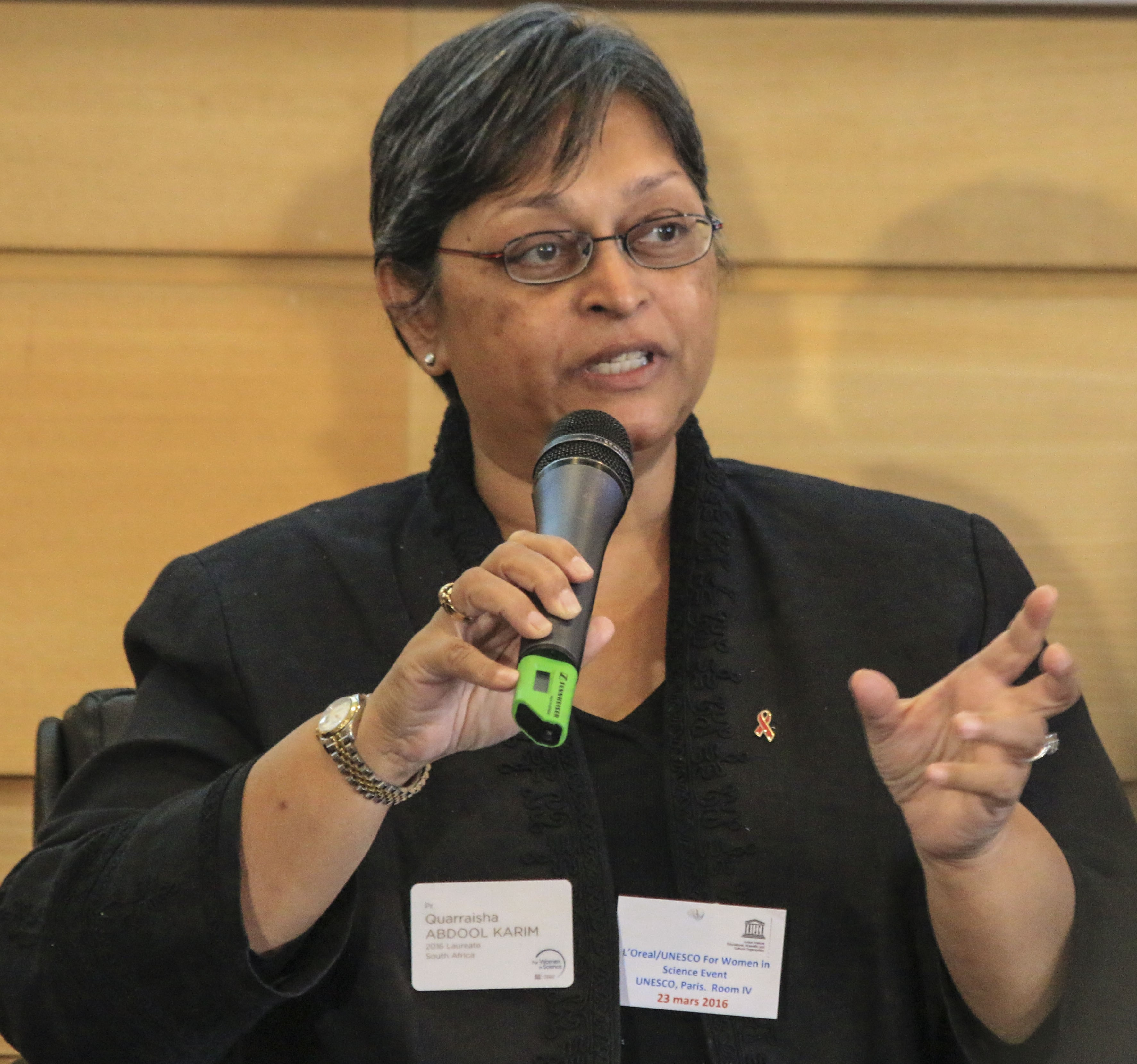
Професор Карім отримує нагороду «Африка/Арабські країни»

- Емманюель Шарпантьє, Німеччина, молекулярна біологія — геном людини
- Дженніфер Даудна, США, молекулярна біологія — геном людини
- Куреша Абдул Карім, Південна Африка, профілактика та лікування ВІЛ[12]
- Чень Хуалан, Китай, біологія вірусу пташиного грипу та вакцини
- Андреа Гамарнік, Аргентина, Молекулярна вірусологія (віруси, які передаються комарами, і гарячка денге).[13]

Лауреати-2017
- Нівень Хашаб (Саудівська Аравія) «За внесок у розробку розумних гібридних матеріалів, які спрямовані на доставку ліків і розробку нових методів моніторингу внутрішньоклітинної антиоксидантної активності».
- Мішель Сіммонс (Австралія) «За новаторський внесок у квантову та атомну електроніку, побудову атомних транзисторів на шляху до квантових комп'ютерів».
- Нікола Спальдін (Швейцарія) «За новаторські мультидисциплінарні дослідження з прогнозування, опису і створення нових матеріалів з перемикачими магнітними і сегнетоелектричними властивостями».
- Женан Бао (США) «За видатний внесок у розвиток нових функціональних полімерів для побутової електроніки, зберігання енергії та біомедичних застосувань».
- Марія Тереза Руїс (Чилі) «За відкриття першого коричневого карлика і дослідження слабких зірок, включаючи зірки на заключних етапах їх еволюції (білі карлики)».[14]

Лауреати-2018
- Хізер Зар (Південна Африка) Медицина та медичні науки / Педіатрія «За створення передової дослідницької програми з пневмонії, туберкульозу та астми, що рятує життя багатьох дітей у всьому світі».
- Міман Чанг (Китай) Біологічні науки / Палеонтологія, «За новаторські роботи з викопними залишками організмів, що сприяли розумінню того, як водні хребетні пристосувалися до життя на суші».
- Керолайн Дін (Велика Британія) Біологічні науки / Молекулярна біологія «За новаторські дослідження адаптації рослин до навколишнього середовища та зміни клімату, що сприятимуть поліпшенню врожаю».
- Емі Т. Остін (Аргентина) Екологія і екологічні науки «За внесок у розуміння екології екосистем наземних у природних і модифікованих людиною ландшафтах».
- Джанет Россант (Канада) Біологічні науки, «За дослідження, які допомогли нам краще зрозуміти, як тканини і органи формуються в ембріоні, що розвивається».[15]

Лауреати-2019
- Наджат А. Саліба
- Макі Каваї
- Карен Холберг
- Інгрід Добеші
- Джоан Куїнн
- Клер Воазін
- Нурсан Тунчбаг

Лауреати-2020
- Абла Мехіо Сібаї[en]
- Фірдаусі Кадрі[en]
- Едіт Герд[en]
- Есперанса Мартінес-Ромеро[en]
- Крісті Ансет[en]

Лауреати-2021
- Катрін Найла[en]
- Кьоко Нодзакі[en]
- Алісія Дікенштейн
- Шафі Голдвассер
- Франсуаза Комб[fr][16][17]